# Szczuczyn
Szczuczyn este un oraș în Polonia.